# Légrády Sándor
Légrády Sándor (Budapest, 1906. szeptember 13.  – Budapest, 1987. június 15.) festő, ötvösművész, bélyegtervező. Minden idők egyik legnagyobb magyar bélyegtervezője volt, akinek tervei alapján közel 50 éven át (1932 és 1980 között) jelentek meg magyar bélyegek. Ő tervezte még a Magyar Népköztársaság új címerét, az úgynevezett Kádár-címert is 1957-ben.

## Életpályája

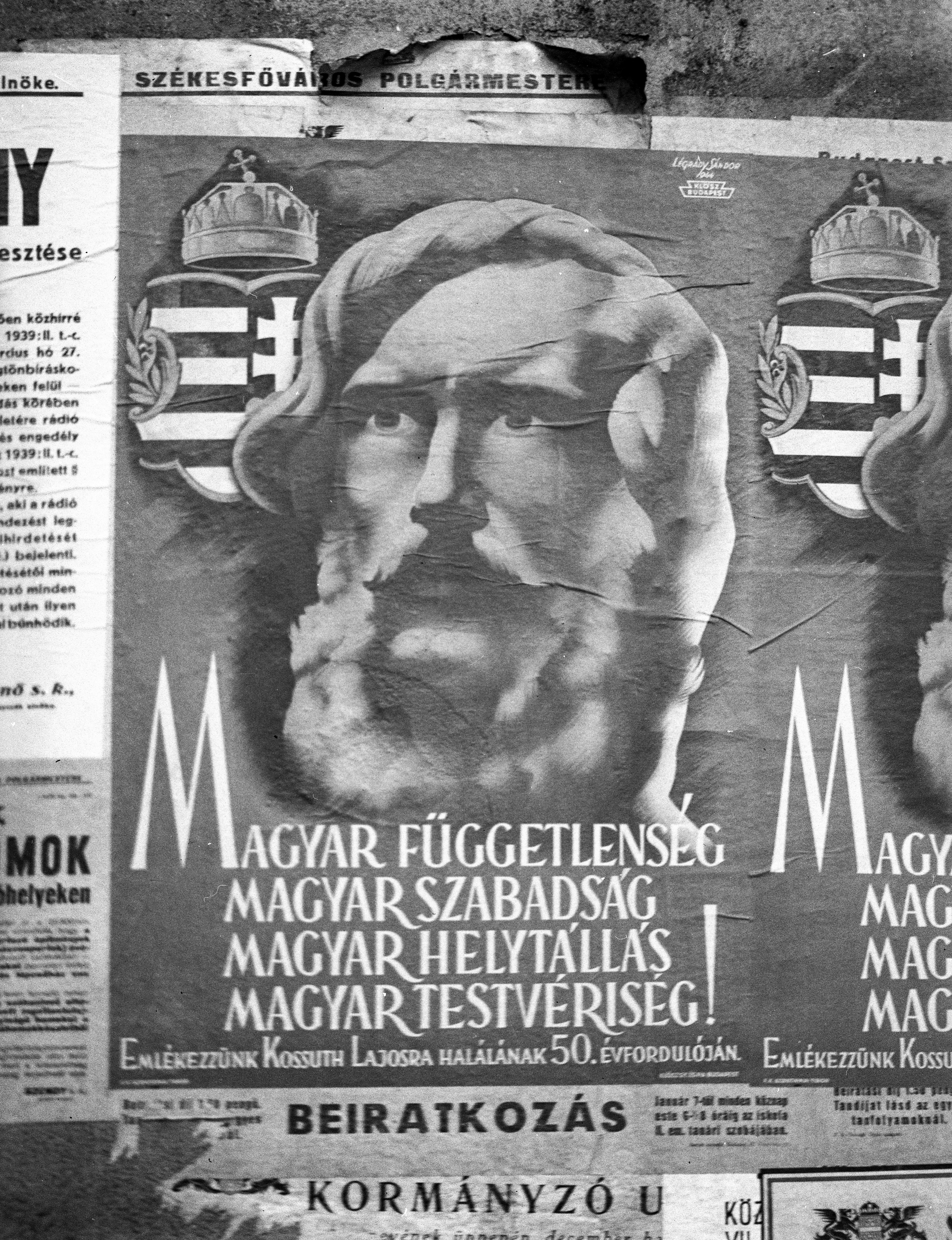
Emlékezés Kossuth Lajos halálának 50. évfordulójára (emlékplakát, 1944)

Az Iparművészeti Főiskola ötvös szakán tanult, majd a Fővárosi Iparrajz Iskola díszítőfestő osztályán az üvegfestőszak növendéke volt. 1929-ben lett az Állami Nyomda grafikusa, ahol postabélyeg és általános értékpapír tervezéssel foglalkozott. 1932-ben jelent meg első ízben bélyege. E Szent Erzsébet-bélyegsorozat nemcsak pályája kezdetét jelentette, de mérföldkő volt a nyomda életében is, hiszen ezek a címletek készültek először a mélynyomásos technológia alkalmazásával. Ezt követően sorra kapta a tervezői megbízásokat, és a második világháború alatt is dolgozott, 1941-ben államtitkári kinevezést kapott.
Nevéhez kötődik többek között a Mátyás-templom kincseinek megmentése. 1948-ban kezdett újból bélyegtervezéssel foglalkozni. 1953-ban kapta egyik legnagyobb művészeti elismerését az Aachenben rendezett „Madonna bélyegek” kiállításon, ahol a „Patrona Hungariae” bélyegéért a harmadik díjat nyerte el.
Munkássága során közel 100 alkalmi és forgalmi bélyeget, bélyeg-sorozatot és blokkot tervezett a magyar történelem és kultúra kiemelkedő alakjairól, valamint jelentős eseményeiről. 74 éves koráig a Budai Várban működő Állami Nyomdában dolgozott, utolsó bélyegét 1980-ban készítette.

## Bélyegtervei

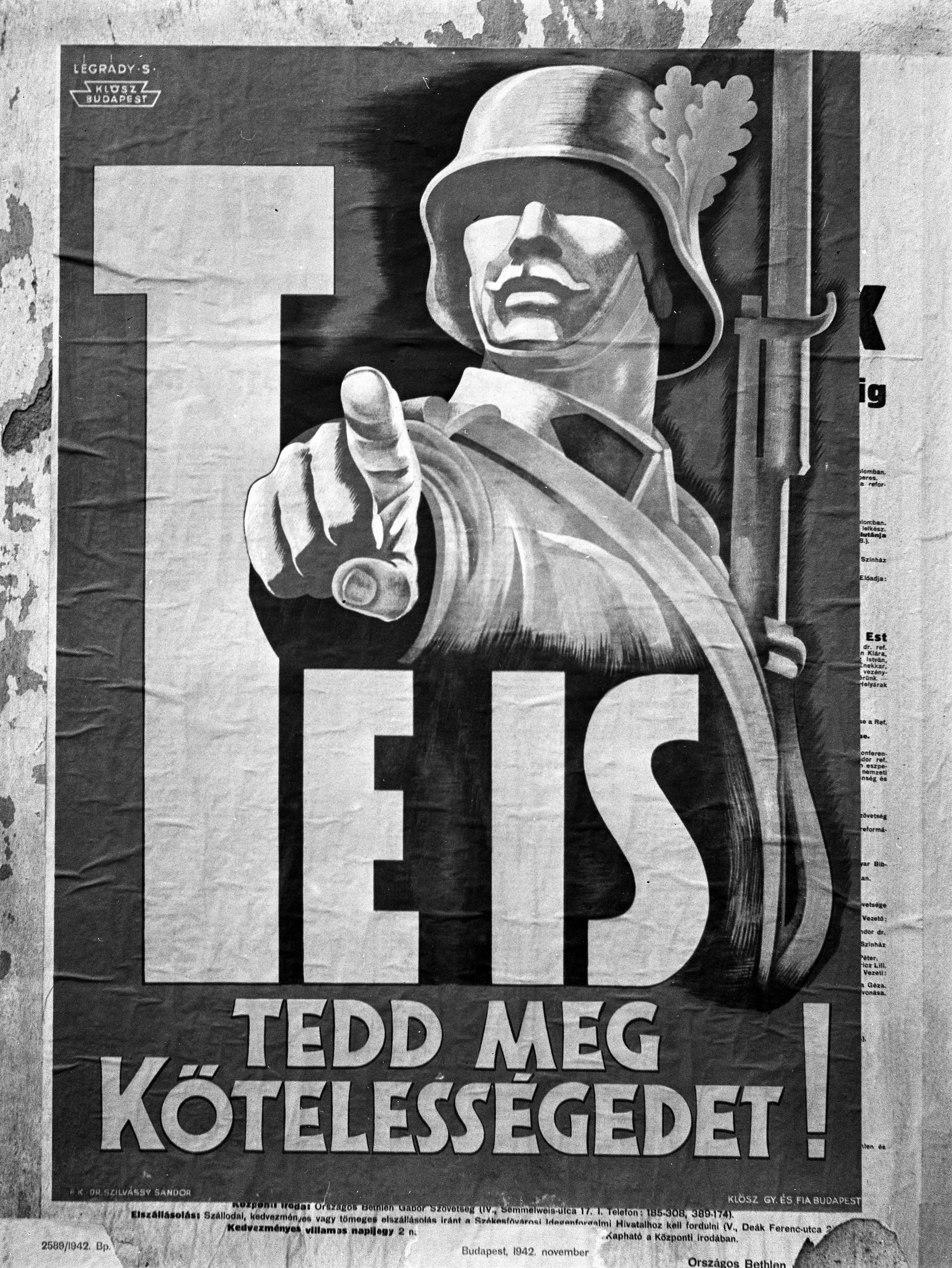
Plakátja a II. világháború alatt

| - Szent Erzsébet (sorozat, 4 érték, 1932) - Arcképek (I.) (sorozat, 14 érték) (1932) - Cserkész (sorozat, 5 érték) (1933) - Rákóczi (I.) (sorozat, 5 érték) (1935) - Pázmány (sorozat, 6 értékből 3) (1935) - Repülő (sorozat, 10 érték) (1936) - Budavár (sorozat, 5 érték) (1936) - Szent István (III.) (sorozat, 14 érték) (1938) - ORBÉK-blokk (1938) - Templom (I.) (sorozat, 14 érték) (1939) - Pax-Ting (sorozat, 4 érték) (1939) - Protestáns (sorozat, 5 érték) (1939) (A Lorántffy Zsuzsanna neve a 40 f-es bélyegen - tévedésből - egy f-fel szerepel) - Bethlen-blokkpár (1939) - Repülő alap (I.) (sorozat, 3 érték) (1939) - Kormányzói 20 éves évforduló (sorozat, 3 érték, Márton Ferenccel) (1940) - Árvíz-blokk (I.) (1940) - Árvíz (II.) (sorozat, 3 érték) (1940) - Emlékbélyeg (Erdély) (1940) - Erdélyért (sorozat, 3 érték) (1940) - Repülő alap (II.) (sorozat, 4 érték) (1941) - Kormányzói arcképsor (sorozat, 3 érték, Márton Ferenccel) (1941) - Kossuth (I.) (sorozat, 4 értékből a 20 és a 30 filléres névértékek) (1944) - Bajcsy-Zsilinszky (1945) - Feltalálók – felfedezők (sorozat, 10 érték) (1948) - Költők – írók (sorozat, 10 érték) (1948) - Lánchíd-blokk (III.) (1949) - Ötéves terv (I.) (sorozat, 14 érték) (1950) - Bélyegmúzeum (sorozat, 2 érték) (1950) - Felszabadulás (II.) (sorozat, 4 érték) (1950) - Sakk ((sorozat, 3 érték) (1950) - Május 1. (I.) (sorozat, 2 érték) (1950) - Sport (II.) (sorozat, 10 érték) (1950) - Május 1. (II.) (sorozat, 3 érték) (1951) - Ötéves terv eredményei (sorozat, 7 érték) (1951) - Nagy Októberi Szocialista Forradalom (I.) (sorozat, 3 érték) (1951) - Ötéves terv (II.) (sorozat, 14 érték) (1951 – 1953) |  | - Május 1. (III.) (sorozat, 3 érték) (1952) - Leonardo da Vinci és Victor Hugo (2 érték) (1952) - Nagy Októberi Szocialista Forradalom (II.) (sorozat, 3 érték) (1952) - Sztálingárd (sorozat, 2 értékből a 40 filléres) (1953) - Rákóczi (II.) (sorozat, 5 érték) (1953) - Tudósok (sorozat, 11 érték) (1954) - Költők (sorozat, 3 érték) (1955) - Bartók Béla (sorozat, 3 érték) (1955) - Bélyegnap – Bartók szelvénnyel (1955) - Hunyadi (1956) - Bélyegnap (sorozat, 2 érték) (1956) - Eszperantó mozgalom (sorozat, 2 érték) (1957) - A Népköztársaság címere (I.) (1957) - Szakszervezet (V.) (1957) - Bélyegnap (sorozat, 2 érték, összefüggő hármas sávban) (1957) - Takarékosság és biztosítás (sorozat, 6 értékből 20, 30 filléres és 2 Ft) (1958) - A szocialista országok postaügyi minisztereinek értekezlete (1 ft névértékű, szelvénnyel) (1958) - J. Haydn és F. Schiller (sorozat, 6 érték) (1959) - J. Haydn és F. Schiller (blokk) (1959) - Szovjet bélyegkiállítás, Budapest (sorozat, 4 érték) (1959) - Olimpia (Róma) sorozat, 11 értékből a 2+1 Ft-os, továbbá Zsigmond Jánossal közösen 9 érték) (1960) - Nagy idők – nagy események (sorozat, 15 értékből 9 érték) (1963) - Közlekedés (II.) (sorozat, 8 érték) (1964) - Eleanor Roosevelt (1964) - Eleanor Roosevelt (kisív) (1964) - Felszabadulásunk 20. évfordulójának emlékére (sorozat, 9 érték) (1965) - Reneszánsz konferencia (1965) - UIT (1965) - Együttműködés (1965) - Semmelweis (1965) - A Nagy Októberi Szocialista Forradalom emlékére (sorozat, 3 érték) (1967) - Kodály (1968) |  | - In memoriam (blokk, 1968) - Balaton (II.) (sorozat, 4 érték, 1968 + 1 kiegészítő érték, 1969) - Tompa (1968) - Szojuz 4-5 (kisív, 1969) - Apollo-11 (blokk, 1969) - Mahatma Gandhi születésének 100. évfordulója (1969) - A Hold meghódítása (sorozat, 8 érték) (1969) - Ady Endre (1969) - 50 éves a Nemzetközi Munkaügyi Szervezet (1969) - 100 éves a postai levelezőlap (1969) - I. István (1970) - A magyar ötvösség remekei (sorozat, 8 érték) (1970) - Apollo-14 (blokk, 1971) - Vadászati világkiállítás (sorozat, 8 érték) (1971) - Vadászati világkiállítás (blokk, 1971) - 100 éve készít magyar postabélyegeket az Állami Nyomda (1971) - Székesfehérvár (sorozat, 7 érték) (1972) - Aranybulla (blokk, 1972) - 50 éves a Nemzetközi Vasútegylet (1972) - Automata bélyegek (sorozat, 4 érték) (1972) - Balesetelhárítás (sorozat, 3 érték) (1973) - Albert Schweitzer (sorozat, 7 érték) (1975) - 100 éves a Liszt Ferenc Zeneművészeti Főiskola (1975) - Sopron (1977) - Léghajó története (sorozat, 7 érték) (1977) - Magyar koronázási jelvények (blokk, 1978) - 925 éves a tihanyi apátság alapítólevele (1Ft, 1980, az utolsó) |

## Emlékezete
- Születésének 100 évfordulójára a Magyar Posta emlékbélyeget bocsátott ki (2006).